# Euphaedra hawkeri
Euphaedra hawkeri is een vlinder uit de onderfamilie Limenitidinae van de familie Nymphalidae. De wetenschappelijke naam van de soort is, als Harmilla hawkeri, voor het eerst geldig gepubliceerd in 1926 door James John Joicey & George Talbot. Dit taxon wordt ook wel beschouwd als een ondersoort van Euphaedra elegans (Aurivillius, 1892).